# Білаш Віктор Федорович
Білаш Віктор Федорович — начальник штабу армії Махна. (1893-29 січня 1938) — один з керівників махновського руху.

## З життєпису
Народився в с. Новоспасівка (нині с. Осипенко Запорізької області).
1918 на чолі новоспасівського партизанського загону вів боротьбу проти австро-німецьких військ та сил Скоропадського, восени приєднався до повстанців Нестора Махно.
Воював у складі 3-ї бригади 1-ї Задніпровської дивізії Червоної армії та Революційної повстанської армії України (махновців).
В 1919-20 обіймав посаду начальника штабу, командував 2-ю бригадою, був членом Реввійськради повстанської армії.
В липні 1921 покинув Махна, подався із загоном повстанців на Кубань, у вересні 1921 заарештований чекістами. Перебуваючи в харківській в'язниці, у квітні 1922 дав детальні свідчення у справі Нестора Махна, яку розглядав Верховний трибунал при ВУЦВК, Махна було визнано бандитом. За вказівкою і під наглядом чекістів Білаш написав спогади про махновщину. 1923 його звільнено.
У 1920-30-х рр. працював на «Південсталі», інших підприємствах. Водночас був таємним агентом НКВС, написав ще 2 варіанти своїх спогадів.
16 грудня 1937 заарештований, розстріляний 29 січня 1938.
Видав мемуари з назвою «Дороги Нестора Махно».